# بروتين (تغذية)

الأحماض الأمينية هي الوحدات المكونة للبروتين.

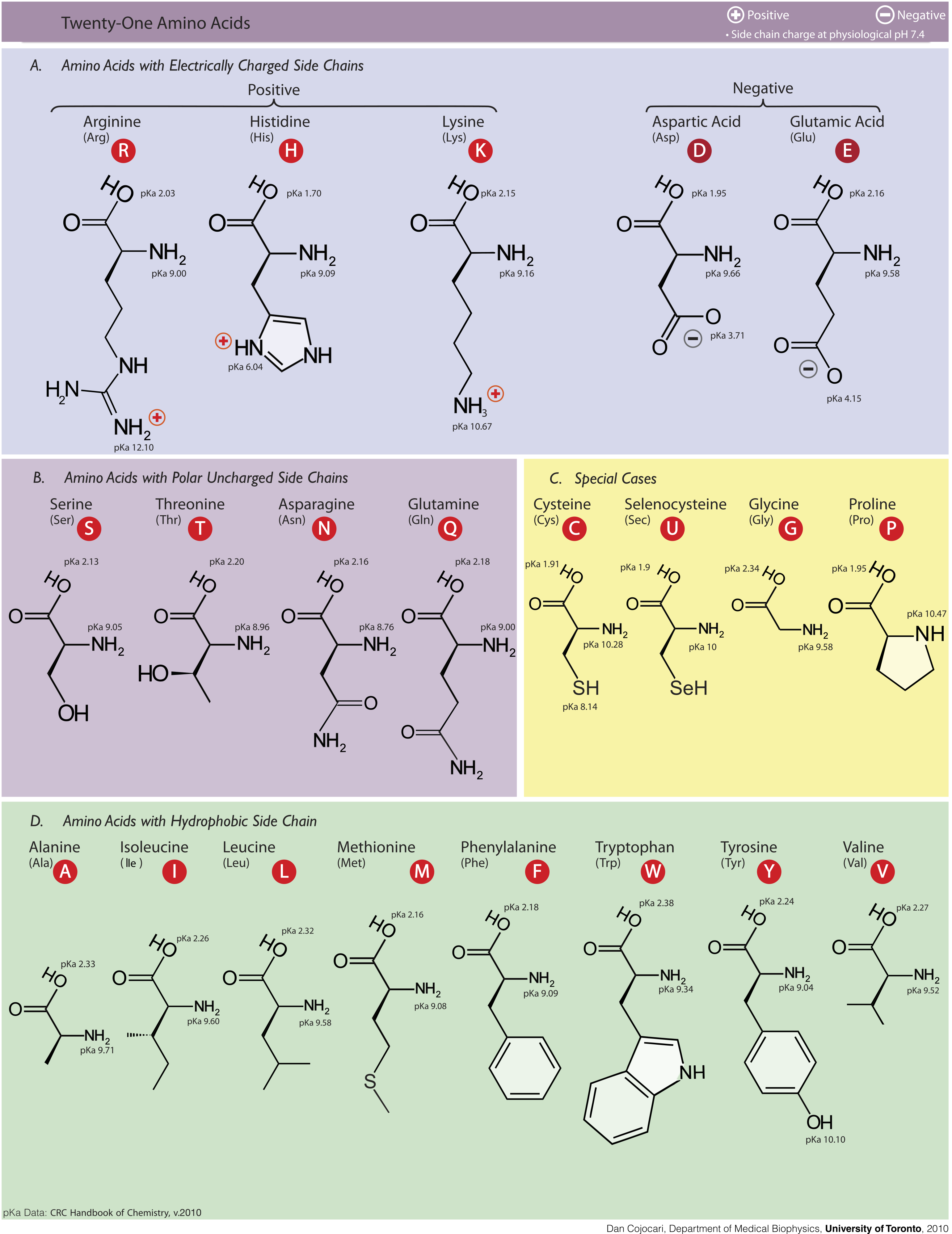
الأحماض الأمينية عناصر غذائية أساسية متواجدة في جميع الخلايا، وهي كذلك المركبات الأولية للأحماض النووية، والهرمونات، والعوامل المرافقة، والإنزايمات، ونظام المناعة، وجزيئات الترميم وغيرها من الجزيئات الضرورية للحياة.

البروتينات هي عناصر غذائية أساسية لجسم الإنسان.، وهي الوحدات الأساسية المكونة لنسيج الجسم ويمكن أن تعمل كذلك كمصدر للطاقة. توفِّر البروتينات مقداراً من كثافة الطاقة يماثل ما توفره السكريات: 4 كيلو حريرة (17 كيلو جول) لكل غرام، بالمقابل توفر اللبيدات 9 كيلو سعرة (37 كيلو جول) لكل غرام. الناحية الأكثر أهمية في البروتين والخاصية المميزة له من ناحية التغذية هي الأحماض الأمينية المكونة له.
البروتينات هي سلاسل مبلمرات مكونة من أحماض أمينية مرتبطة ببعضها البعض عبر روابط ببتيدية. أثناء عملية الهضم تُفكك البروتينات في المعدة إلى سلاسل عديدات ببتيد أقل طولا بواسطة حمض الهيدروكلوريك والبروتياز. وتعتبر هذه العملية أساسية للحصول الأحماض الأمينية الضرورية التي لا يمكن تخليقها حيويا في جسم الإنسان.
توجد تسع أحماض أمينية أساسية يجب على الإنسان الحصول عليها من تناول الأطعمة لتفادي سوء التغذية بالبروتين والطاقة، وهي فينيل ألانين، فالين، ثريونين، تريبتوفان، ميثيونين، ليوسين، إيزوليوسين، لايسين والهستيدين. يوجد نقاش حول عدد الأحماض الأمينية الضرورية إن كان ثمانية أو تسعة. ويميل الإجماع نحو 9 وذلك لأن الهستدين لا يتم تخليقه لدى البالغين. توجد خمس أحماض أمينية يمكن للإنسان تخليقها في الجسد وهي: ألانين، حمض الأسبارتيك، أسباراجين، حمض الغلوتاميك، والسيرين. توجد ست أحماض أمينية ضرورية جزئيا والتي يمكن أن يصبح تخليقها محدودا تحت شروط فيسيولوجية مرضية خاصة، مثل ضغط الأيض الحاد، وهي: أرجنين، سيستئين، غليسين، غلوتامين، برولين وتيروسين.
من المصادر الغذائية للبروتين الحيواني والنباتي: اللحوم، منتجات الألبان، السمك والبيض وكذلك الحبوب والبقول والمكسرات، يمكن للنباتيين الحصول على كفايتهم من الأحماض الأمينية الضرورية بتناول البروتينات النباتية.

## وظيفة البروتين في جسم الإنسان
البروتين عنصر غذائي يحتاج إليه جسد الإنسان للنمو ولوظائف الصيانة. بعد الماء، البروتينات هي الجزيئات الأكثر تواجدا في الجسم، ويمكن أن تتواجد في جميع الخلايا وهي مكون بنائي أساسي في جميع الخلايا وبشكل خاص الخلايا العضلية، وتتواجد كذلك في أعضاء الجسد مثل الشعر والجلد. تُستخدم البروتينات في الأغشية كذلك مثل البروتينات السكرية، حين يتم تفكيكها إلى أحماض أمينية، تُستخدم كمركبات أولية للأحماض النووية، والهرمونات، والإنزيمات، والعوامل المرافقة، وخلايا المناعة، وفي الترميم الخلوي، ولجزيئات أخرى ضرورية للحياة، فضلا عن ذلك، البروتينات ضرورية لتكوين الخلايا الدموية.
الوظيفة التي تعتبر حلا أخيرا للجسم هو التحلل لإنتاج جلوكوز يعطي الدماغ والأعصاب والكلى طاقة، عند نضب مخزون الجسم من الجلايكوجين (كربوهيدرات جسمية) والدهن، حيث أن تلك الأعضاء لا تعمل إلا بالجلوكوز.
ملحوظة: خلال الأيض يمكن أن يتحول الجلوكوز إلى دهن يختزن، ولكن العكس غير صحيح، فلا يمكن للجسم تحويل الدهنيات إلى جلوكوز. ولا يبقى للجسم سوى اللجوء لتحليل البروتين إلى جلوكوز. في ذلك الوقت يكون مخزون الجلايكوجين في الجسم قد انتهى، إذ أن كميته المخزونة في حدود 650 جرام.

## مصادر

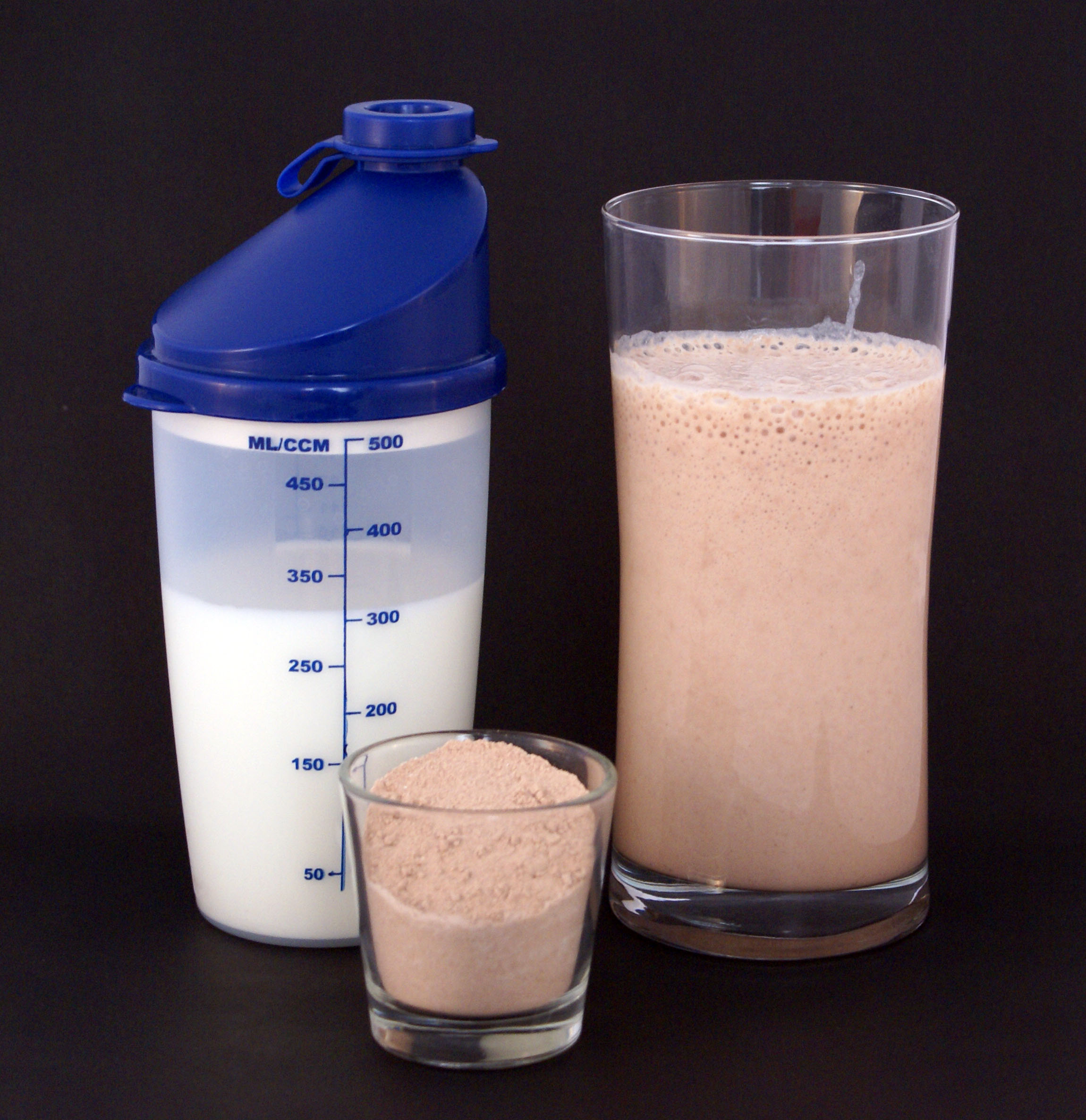
مخفوقات الحليب، المصنوعة من مساحيق البروتين (وسط) والحليب (يسار)، هي مكملات شائعة في رياضة كمال الأجسام.

### مصادر البروتين

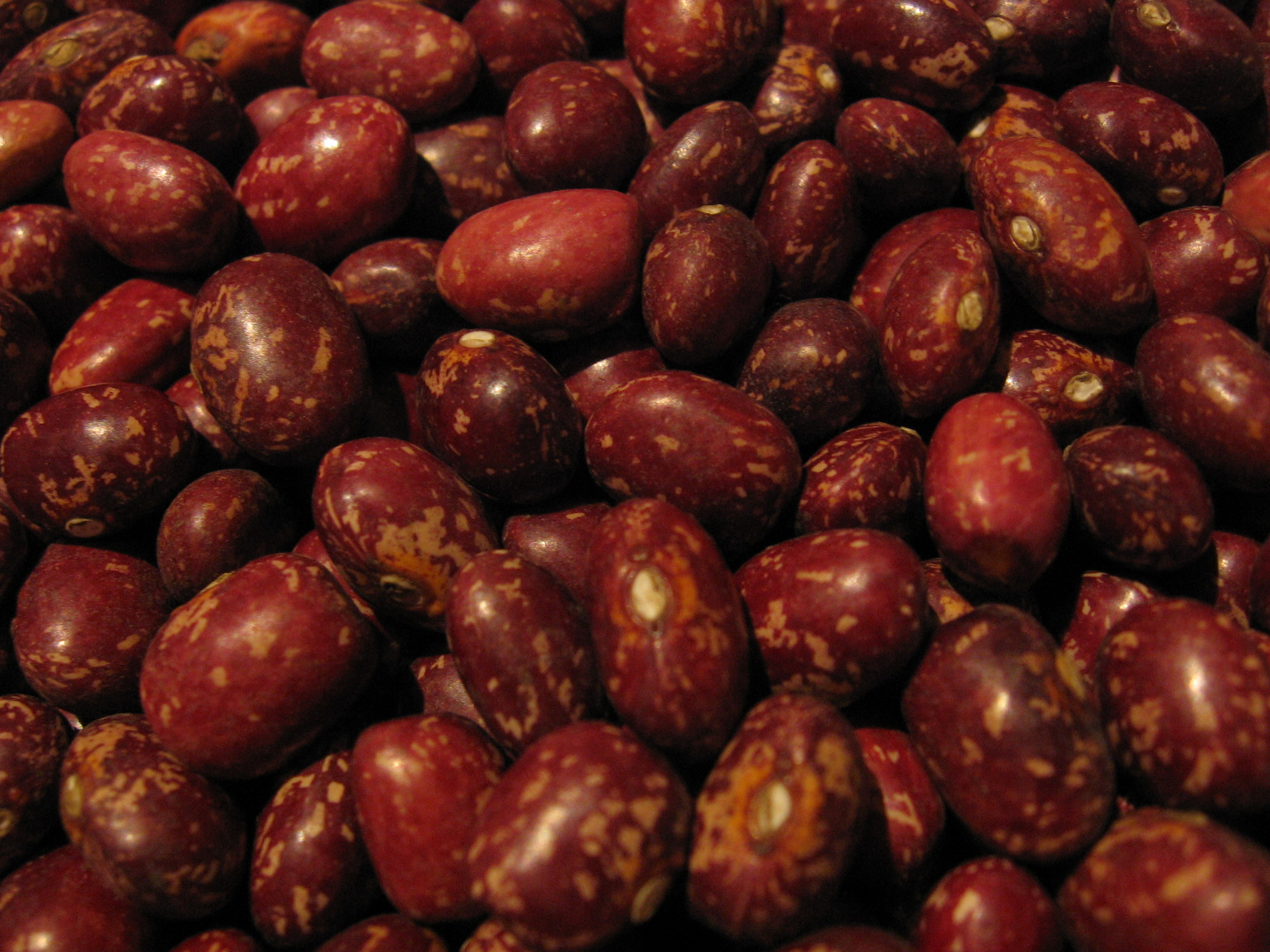
الفاصوليا الجافة, أحد البقوليات الغنية بالبروتين

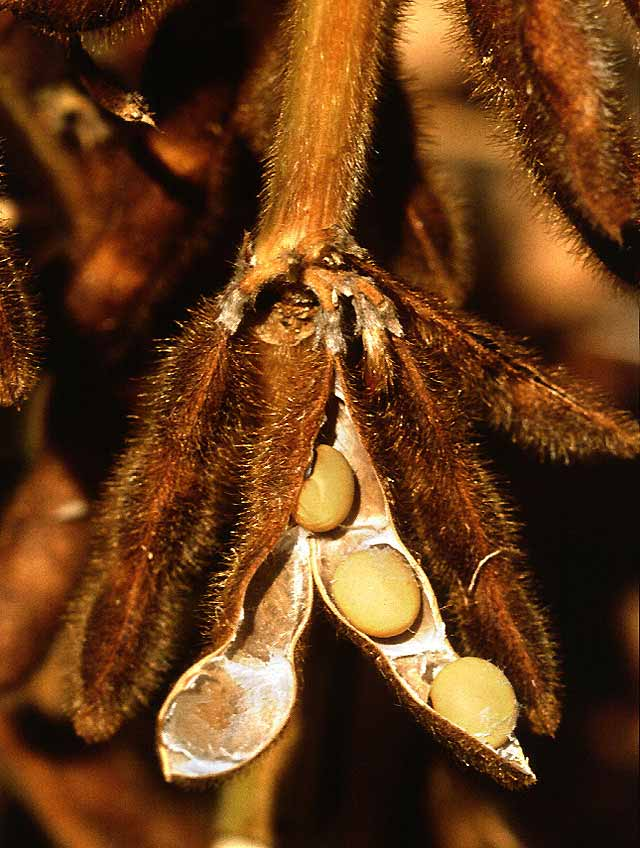
الصويا

## المتطلبات الغذائية

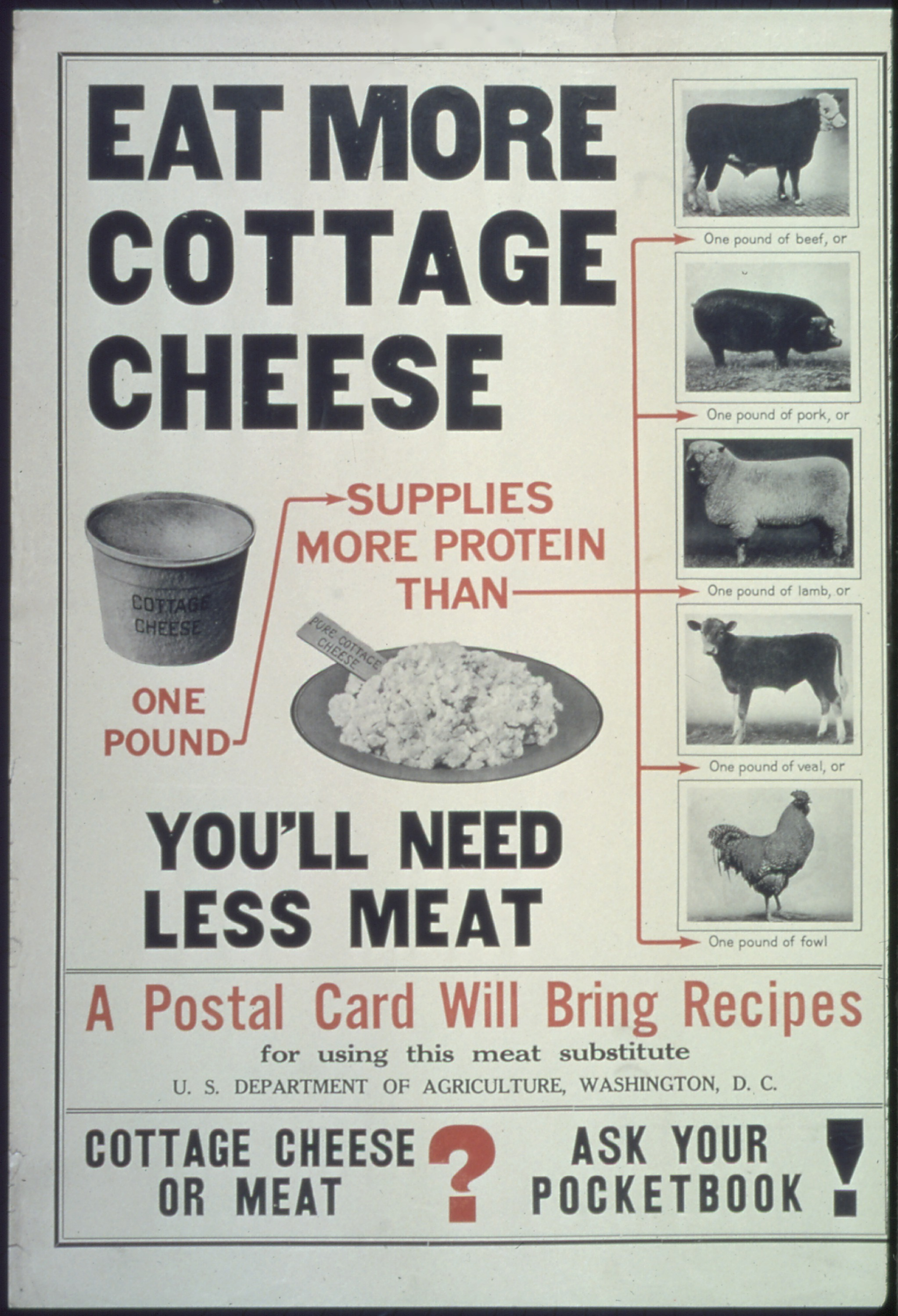
حملة تثقيف أطلقتها إدارة الزراعة في الولايات المتحدة منذ 100 عام (1917-1919)، حول جبن قريش كمصدر بروتين منخفض الثمن بديلٍ عن اللحم.

#### بيلة الفينيل كيتون

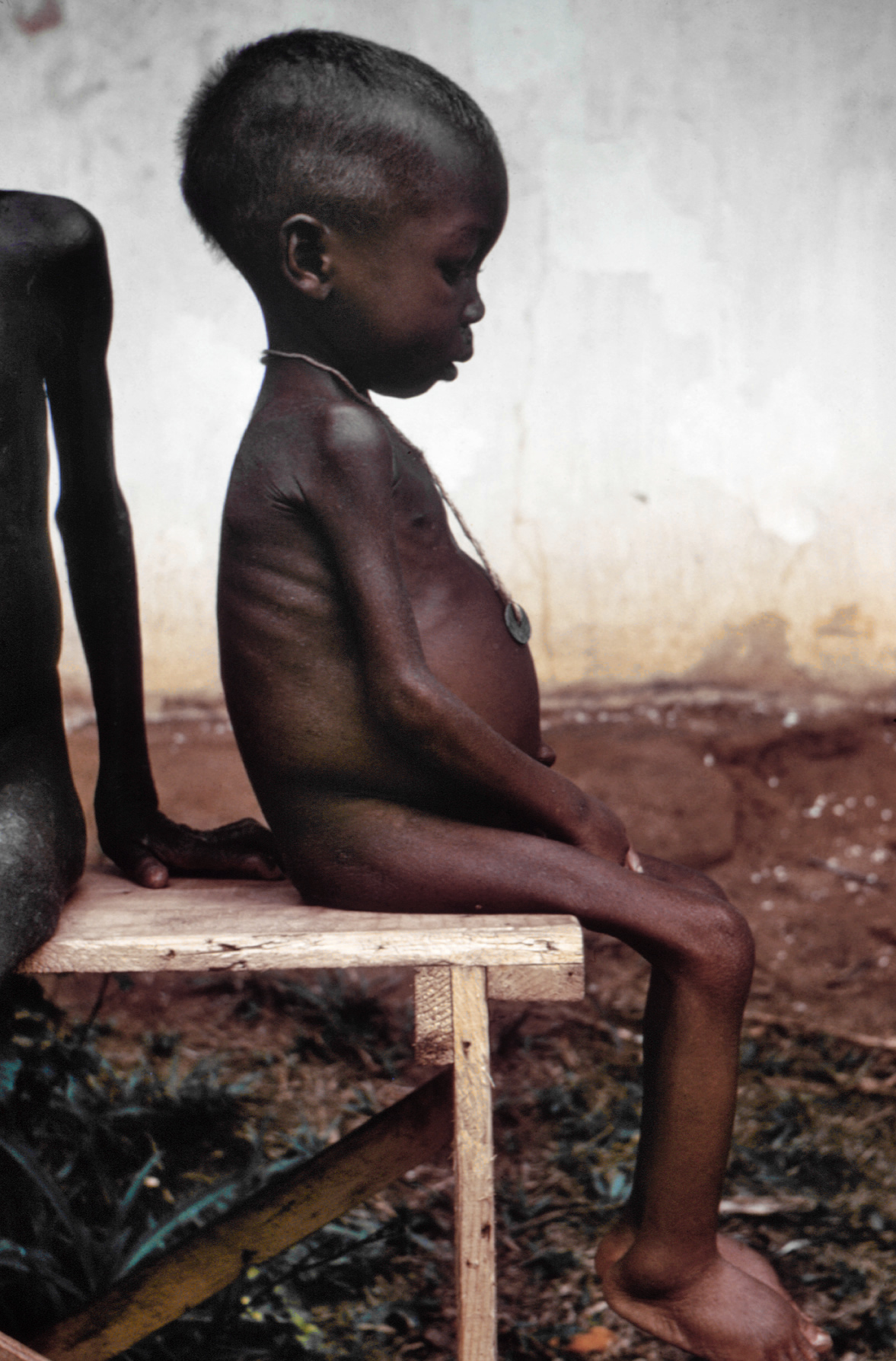
طفلة في نيجيريا أثناء الحرب الأهلية تعاني من كواشيوركور وهو أحد ثلاثة أمراض سوء تغذية بالبروتين ابتلي بهم ما يفوق 10 ملايين طفل في الدول النامية.